# 京福電気鉄道モハ5001形電車
京福電気鉄道モハ5001形電車（けいふくでんきてつどうモハ5001がたでんしゃ）は、京福電気鉄道福井鉄道部がその運営時代末期の1999年に導入した通勤形電車である。2両が製造されたが、1両は事故で廃車となり、残る1両はえちぜん鉄道により承継された後えちぜん鉄道MC5001形電車（えちぜんてつどうMC5001がたでんしゃ）となっている。

## 概要

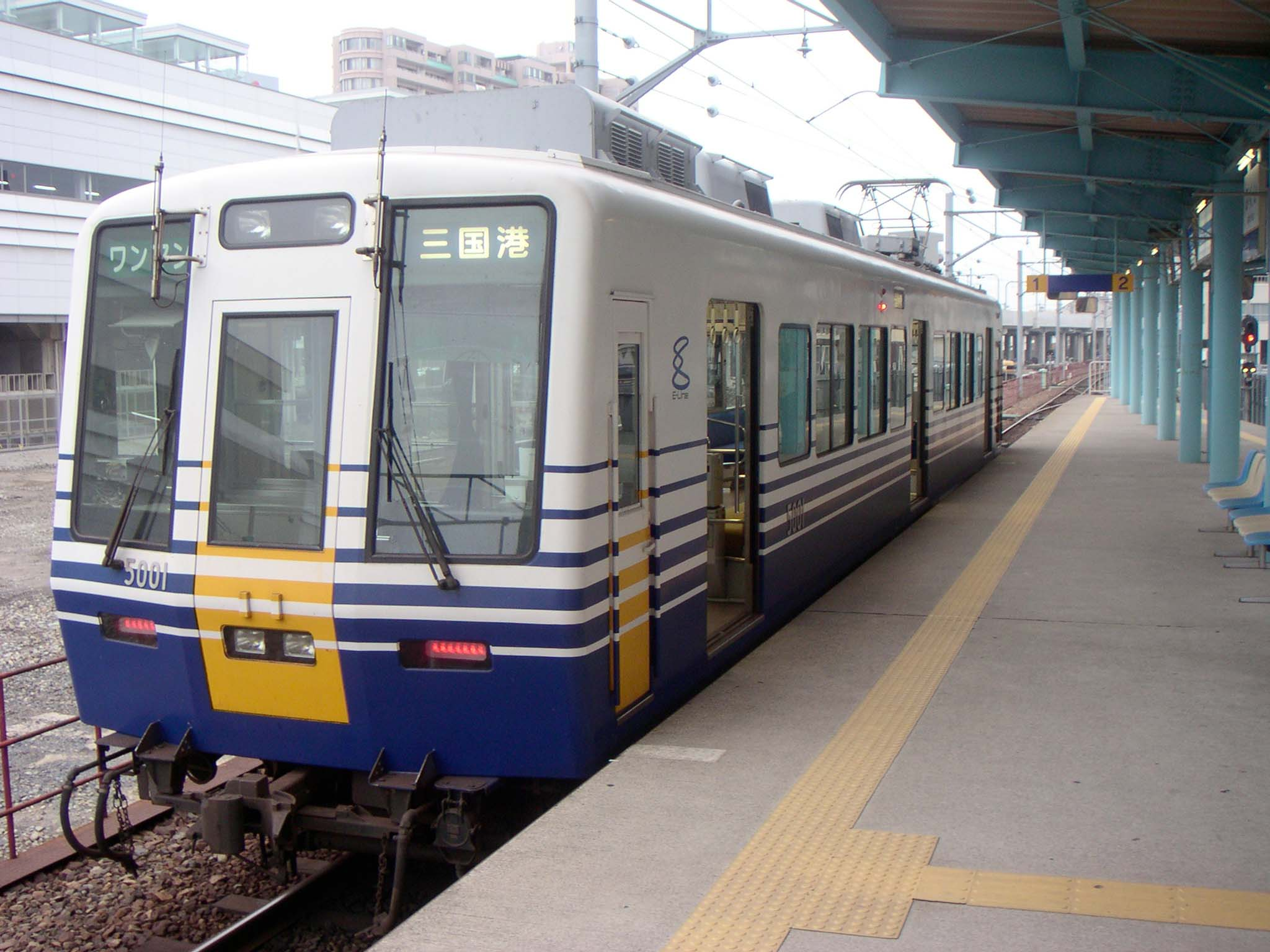
福井駅に停車するMC5001形 （2006年）

京福電気鉄道福井鉄道部（旧福井支社）は1990年代に入って乗客減から経営が厳しくなり、廃線も検討される状況になっていた。そのため新造車両の導入もままならず、阪神電鉄などから譲受した旧型電車が多く使用されていた。
これでは乗客減を食い止められないと考えた京福は、沿線自治体から近代化のための補助を受け、ホデハ251形以来41年ぶりの自社発注による新造車を投入することとなった。これが本形式で、阪神系列の武庫川車両工業（現・阪神車両メンテナンス）において1999年（平成11年）に2両が製造された。
導入に際しては車体のみを新製し、機器類は他の車両やバス用の部品、自社のストック品から流用した。車体は単行運転可能な両運転台車で、前面が「く」の字形に飛び出したデザインとなり、斬新なイメージを与えた。カラーリングは、5001号が青ベースに恐竜（フクイサウルス）のイラストをあしらったもので「ダイナソートレイン」の愛称を持つ。5002号はクリーム色をベースに側窓・貫通扉・裾部に青いラインを配し、車端部に黄色いストライプを施したデザインとなった。
クーラーは豊橋鉄道1900系から、主制御器と制動装置は阪神5261形から流用し、台車と主電動機は国鉄101系や国鉄111系のDT21形台車やMT46形電動機を豊橋鉄道1900系を経て再流用した。集電装置は下枠交差形パンタグラフを勝山・三国港方に1基搭載する。

## 運用

### 京福電気鉄道
2000年（平成12年）1月に運用を開始した。同年7月20日から9月21日には、勝山市を主会場とする地方博覧会「恐竜エキスポふくい2000」の開催にあわせ、5001形での2両運転も実施された。また、特急・急行運用に入ることもあった。
しかし、2001年（平成13年）6月24日に越前本線の保田駅 - 発坂駅間で発生した列車衝突事故により5002号が大破（当車両運用の普通列車の信号無視が衝突の原因）し、新製からわずか1年半で廃車となった。京福自身もこの事故を契機に全線で運休とし、さらには福井鉄道部の路線全廃を決定した。

### えちぜん鉄道
沿線自治体等の出資により、第三セクター鉄道であるえちぜん鉄道が発足して永平寺線以外の運営を引き継ぐことになり、2003年（平成15年）8月から10月にかけて順次運行が再開された。
えちぜん鉄道への移管に伴い、モハ5001形はMC5001形と改称した上で5001号の1両のみが継承され、他の車両と同様のカラーリングに変更して運用を再開した。
2006年（平成18年）9月26日には、福井口駅にて福井大学によるリチウムイオン二次電池の走行実験が行われ、後には福井口駅 - 新田塚駅間・福井口駅 - 三国港駅間を試験走行した。同様の実験は、これまでに福井鉄道の560形および600形でも行われている。

## 主要諸元
- 車長：20,020mm
- 車幅：2,772mm
- 車高：4,155mm
- 自重：39.0t
- 定員：111名（うち、座席43名）
- 台車：DT21
- 電動機：直巻整流子電動機 MT46(80kW)×4
- 歯車比（ギヤ比）5.6
- 制御方式：電動カム軸式直並列弱め界磁制御付き抵抗制御(PE-30-2A)  最終4ノッチ
- 駆動方式：中空軸平行カルダン駆動方式
- 制動方式：電磁直通ブレーキ（保安ブレーキ付き）
- 冷房装置：交流式ユニットクーラー（屋根上に設置）